# Slovenská Volejbalová Federácia
Slovenská Volejbalová Federácia är specialidrottsförbundet för volleyboll i Slovakien. Det har sitt säte i Bratislava och har funnits sedan 1993. Förbundet är med i FIVB (internationella volleybollförbundet), CEV (europeiska volleybollförbundet) och MEVZA (zonorganisation för i huvudsak centraleuropeiska länder). Det är också med i Slovakiens olympiska kommitté (Slovenským olympijským a športovým výborom, SOŠV).
Förbundet ansvarar för sporten i landet. Det organiserar de översta delarna av seriesystemet, med Extraliga (damer/herrar) och 1. Liga (damer/herrar), de slovenska cuperna (damer/herrar) samt landslagen (damer/herrar).
Det fanns 2023 ungefär 15 000 registrerade spelade på seniornivå och 12 000 på juniornivå (upp till 23 år). Det fanns 85 registrerade klubbar, drygt 400 registrerade tränare och drygt 100 registrerade domare.